# Stars and Roses
Pour plus de détails, voir Fiche technique et Distribution.
Stars and Roses (愛人同志, Ai ren tong zhi) est un film dramatique hongkongais réalisé par Taylor Wong et sorti en 1989 à Hong Kong.
Il totalise 13 098 194 HK$ de recettes au box-office.

## Synopsis
Le journaliste Lau Kai-cho (Andy Lau) se rend au Viet Nam pour écrire un article. Il y rencontre la traductrice Yuen Hung (Cherie Chung) et est impliqué dans un accident avec un pousse-pousse motorisé. Les tribunaux lui infligent une peine de prison dans une prison particulièrement dure où il est soumis à un certain nombre de punitions horribles.
En prison, il rencontre le frère de Yuen. Dès sa libération, Lau et Yuen deviennent plus proches jusqu'à ce que Lau soit de nouveau emprisonné pour activités antigouvernementales. Condamné à trois ans, il complote pour s'évader de prison en emmenant avec lui le frère de Yuen Hung.

## Fiche technique
- Titre original : 愛人同志
- Titre international : Stars and Roses
- Réalisation : Taylor Wong
- Scénario : Ko Chung-wai
- Photographie : Herman Yau et Puccini Yu
- Montage : A Chik et Chung Chik
- Musique : Lo Ta-yu (en) et Richard Lo
- Production : Yuen Kam-lun
- Société de production : Chun Sing Films
- Société de distribution : Chun Sing Films
- Pays d'origine :  Hong Kong
- Langue originale : cantonais, vietnamien et mandarin
- Format : couleur
- Genre : drame
- Durée : 100 minutes
- Dates de sortie :
  -  Hong Kong : 21 décembre 1989
  -  Taïwan : 23 décembre 1989
  -  Corée du Sud : 23 mars 1991

## Distribution
- Andy Lau : Lau Kai-cho
- Cherie Chung : Yuen Hung
- Sheila Chin (en) : l'avocate Chan
- Shing Fui-on : Chen Fei-ehn
- Hung San-nam
- Lam Wai : le petit ami de Hung
- Lau Chun-fai
- Leung Ming
- Lung Ming-yan : Nam
- Wai Gei-shun